# 本田方程式夢想計劃
本田方程式夢想計劃（英語：Honda Formula Dream Project）是本田技研工业在2006年成立，用作培養日本年輕車手。

## 歷史
夢想方程式（Formula DREAM）成立於1999年，是本田運營的初級方程式系列賽。直至日本將在2006年推出全新的青少年方程式系列賽「日本方程式挑戰賽」﹙Formula Challenge Japan﹚，而本田亦將全力支持FCJ系列，因此在2005年結束七年活動的夢想方程式。
隨後在2006年起以“本田方程式夢想計劃﹙HFDP﹚”的名義支持日本車手參加國內初級方程式、四級方程式、超級方程式等，甚至派遣日本車手到海外參加初級方程式。當本田計劃於2015年重返一級方程式比賽提供動力單元裝置時，本田便早於2014年開始與合作夥伴麥拉倫車隊培養新一代的日本一級方程式車手。 HFDP的車手能夠使用麥拉倫的模擬器，直至在2017年結束了雙方的合作。本田從2018年起，向紅牛第二車隊提供動力單元裝置。隨後數年，本田加大與紅牛的合作，例如與紅牛少年車隊配合，以令更多日本年輕車手能夠透過国际汽联三级方程式锦标赛、国际汽联二级方程式锦标赛賺取FIA超級駕駛執照積分。儘管本田將在2021年退出一級方程式，但本田宣布會繼續與紅牛合作。

## 目前車手
| 車手       | 當前賽事                     |
| ---------- | ---------------------------- |
| 角田裕毅   | 國際汽聯世界一級方程式錦標賽 |
| 佐藤蓮     | 超級方程式錦標賽             |
| 岩佐步梦   | 國際汽聯二級方程式錦標賽     |
| 太田格之進 | 初級超級方程式 Super GT      |
| 木村偉織   | 初級超級方程式 Super GT      |
| 野村勇斗   | 法國四級方程式錦標賽         |
| 荒尾創大   | 法國四級方程式錦標賽         |
| 西村和夏   | 日本四級方程式錦標賽         |
| 小出峻     | 日本四級方程式錦標賽         |
| 三井優介   | 日本四級方程式錦標賽         |